# Miller Bolaños
Miller Bolaños, né le 1er juin 1990 à Esmeraldas en Équateur, est un joueur de football international équatorien, qui évolue au poste de milieu de terrain.

## Biographie

### Carrière en club
Il commence le football au sein du club équatorien du Barcelona SC.
Il quitte ensuite son club formateur pour le club de la capitale, le LDU Quito. Avec cette équipe, il remporte notamment une Copa Sudamericana et une Recopa Sudamericana.
Deux ans plus tard, il quitte son pays natal pour la Major League Soccer et le club américain du Chivas USA, mais ne réalise pas une grosse saison. 
Il revient alors dans son pays natal pour s'engager avec le club d'Emelec. Il devient rapidement l'un des joueurs clés de cette équipe. Le 5 novembre 2014, il inscrit un triplé lors d'un match face au Sao Paulo FC comptant pour les quarts de finale de la Copa Sudamericana.
En 2016, il signe au Grêmio.

### Carrière en sélection
En 2015, il est appelé en sélection nationale, et dispute la Copa América 2015 organisée au Chili. Lors de cette compétition, il inscrit deux buts, contre la Bolivie, et le Mexique. L'Équateur est éliminé dès le premier tour de la compétition.

## Palmarès
- Copa Sudamericana :
  - Vainqueur : 2009 avec le LDU Quito
- Recopa Sudamericana :
  - Vainqueur : 2009 et 2010 avec le LDU Quito
- Championnat d'Équateur :
  - Vainqueur : 2010 (LDU Quito), 2013, 2014 et 2015 (CS Emelec)
- Coupe du Brésil :
  - Vainqueur : 2016 (Grêmio Porto Alegre)